# Марко Краљевић: Човек који је постао легенда
Марко Краљевић: Човек који је постао легенда је књига београдског археолога и историчара Марка Алексића, објављена 2015. године. Ово је прва историјска монографска студија о животу српског краља Марка Мрњавчевића (око 1335—1395), у предању и епској поезији балканских народа запамћеног као Краљевић Марко.
О новим аспектима истраживања, аутор каже:
Упркос томе што је о животу једног од најпознатијих Срба сачуван значајан број историјских података, готово невероватно звучи податак да до сада не постоји ниједна свеобухватна биографија Марка Краљевића. Тако је с временом створена погрешна представа о нашем националном јунаку као литерарном лику, који је плод народне маште и претеривања, или као о маргиналној политичкој фигури о којој се најпре зна да је био турски вазал. Насупрот овој површној и погрешној слици, историјски Марко Краљевић је био важна личност свога доба,човек који је провео преко три деценије у самом врху власти и кога су и његови савременици изузетно поштовали.— Марко Алексић
У књизи се по први пут даје и биографија Маркове супруге, краљице Јелене Прељубовић, исправљајући погрешне научне претпоставке везане за њено порекло, као и шири културни и цивилизацијски оквир српског средњег века.

Алексић, стручњак међународног угледа за средњовековно оружје, доноси и нове податке о великом витешком мачу званом „српски мач" који се у Мрњавчевићево време ширио по Европи, па и Северној Африци, затим податке о првом ватреном оружју код нас, топовима коришћеним у Косовској бици, реконструкцију шлема типа басинет кнеза Лазара и друге.

## Рецепција
Научни рецензенти књиге су проф. др Синиша Мишић и др Александар Узелац.
У прва два месеца одштампана су четири издања књиге, која је ушла у десет најпродаванијих издања ИК „Лагуна“.